# Vivante Corporation
Vivante Corporation — американський fabless-розробник мікросхем, один з лідерів галузі в проектуванні мобільних графічних прискорювачів.
Vivante займає провідні позиції на ринку ліцензованих GPU IP. За інформацією аналітичної компанії Jon Peddie Research, її частка ринку в першій половині 2012 року становила 9,8% (третє місце).
Напівпровідникові 2D- і 2D/3D-рішення Vivante з підтримкою OpenCL і OpenGL використовуються в смартфонах, планшетах і MID, приставках HDTV/IPTV, пристроях споживчої електроніки та вбудованих системах.
Є приватною компанією за підтримки американських і азійських інвестиційних фондів. Включає в себе Fujitsu Limited як корпоративного інвестора через фонд корпоративного венчурного капіталу.
R & D-центри розробки розташовані в Шанхаї і Ченду (Китай).
Компанія є володарем не менш ніж 40 патентів, станом на 2010 рік. Її рішення використовуються в більш ніж 30 продуктах інших виробників електронних чипів. У 2015 році VeriSilicon Holdings Co., Ltd. придбала корпорацію Vivante Corporation в операції з усіма акціями.